# Pattie's Hill
Pattie's Hill är en kulle i Storbritannien.   Den ligger i kommunen Midlothian och riksdelen Skottland, i den centrala delen av landet, 500 km norr om huvudstaden London. Toppen på Pattie's Hill är 469 meter över havet.
Terrängen runt Pattie's Hill är kuperad åt nordväst, men åt sydost är den platt.Runt Pattie's Hill är det glesbefolkat, med 16 invånare per kvadratkilometer. Närmaste större samhälle är Edinburgh, 18,8 km nordost om Pattie's Hill. Trakten runt Pattie's Hill består i huvudsak av gräsmarker.